# Gynoplistia (Gynoplistia) marpanye
Gynoplistia (Gynoplistia) marpanye is een tweevleugelige uit de familie steltmuggen (Limoniidae). De soort komt voor in het Australaziatisch gebied.